# Reithrodontomys fulvescens
Reithrodontomys fulvescens is een zoogdier uit de familie van de Cricetidae. De wetenschappelijke naam van de soort werd voor het eerst geldig gepubliceerd door J.A. Allen in 1894.

## Voorkomen
De soort komt voor in El Salvador, Guatemala, Honduras, Mexico, Nicaragua en de Verenigde Staten.